# 皖北煤电集团
皖北煤电集团有限责任公司（简称皖北煤电集团），是安徽省人民政府授权安徽省人民政府国有资产监督管理委员会管理的安徽省属国有企业。主营业务包括煤炭、电力、化工和物流贸易，拥有安徽省第一家上市煤炭企业恒源煤电。
根据中国企业联合会、中国企业家协会发布的2020中国企业500强榜单显示，皖北煤电集团以373.58亿元营业收入位列中国企业500强第481位，安徽省第9位。
2021年，集团公司实现营业收入393.63亿元，利润总额12.06亿元。